# Jonathan Maier
Jonathan Maier (Schramberg, 9 dicembre 1992) è un cestista tedesco.